# Lama (geestelijke)
Lama is een titel voor een religieus leraar, vergelijkbaar met een goeroe en wordt gebruikt in het Tibetaans boeddhisme en de bön. De titel wordt gebruikt om aan te geven dat een geestelijke de autoriteit heeft om les te geven, zoals in dalai lama en pänchen lama, of als eretitel voor een monnik, non, of leek, vanwege grote geestelijke verwezenlijking.
Binnen de Tibetaanse religies wordt de aanduiding lama vaak gebruikt als algemene term voor Tibetaanse monniken, maar Westerlingen gebruiken de term voor leraren en deze hoeven niet per se monnik of non te zijn.

## Etymologische context
De vertalers (lotsawa's) van de 8e eeuw in Tibet hadden vaak grote moeilijkheden om de soetra's, tantra's en dergelijke uit het Sanskriet in het Tibetaans te vertalen. Daarvoor moest vaak een heel nieuwe woordenschat gecreëerd worden. Er moesten honderden neologismen gevonden worden. De term goeroe had in het Sanskriet een betekenis als iemand die beladen is met deugden. De Tibetaanse vertalers hebben ervan afgezien die etymologische afkomst van goeroe over te brengen in het Tibetaans.
Ze kozen voor het woord lama (Wylie: bla ma) in een combinatie van de woorden la en ma. La had in het pré-boeddhistische Tibet in de eerste plaats de betekenis van ziel. Ma kan meer betekenissen hebben. Het kan gebruikt worden als een ontkennend grammaticaal partikel, een teken dat een zelfstandig naamwoord aanduidt en als het woord voor moeder. Pas vele eeuwen later is getracht een etymologische verklaring te creëren waarin la in de betekenis hoog of ook de hoogste gebruikt wordt. Het laatste in de betekenis dat er niemand nog hoger kan staan of zijn.